# Hans Christenson
Hans Antipas Christenson, född den 11 april 1868 i Asmundtorps församling, Malmöhus län, död den 14 mars 1930 i Karlstad, var en svensk jurist. 
Christenson avlade hovrättsexamen vid Lunds universitet 1892. Han var tillförordnad domhavande under, notarie, fiskal och adjungerad ledamot i Hovrätten över Skåne och Blekinge vid olika tider 1893–1910. Christenson blev häradshövding i Mellansysslets domsaga 1910 och krigsdomare vid Värmlands regemente 1915. Han blev ordförande i skiljenämnden för järnvägstvister i Värmlands län 1914 och i Veterinärstyrelsen i Värmland 1922. Christenson blev riddare av Nordstjärneorden 1921. Han vilar på Skogsö kyrkogård i Saltsjöbaden.